# Ли Цзымин
Ли Цзымин (李子鳴) (25 июня 1902 года - 23 января 1993 года) — мастер Багуачжан в третьем поколении.

## Биография
Ли Цзымин родился в деревне Лицзя области Цзичжоу провинции Чжили 25 июня 1902 года и умер 23 января 1993 года, в возрасте 90 лет. Получил хорошее образование, изучал литературу и боевые искусства, был очень талантлив в каллиграфии и живописи.
В 1921 году он стал учеником мастера Багуачжан во втором поколении Лян Чжэньпу.
Также Ли Цзымин учился и у других известных мастеров Багуачжан, таких как: Чжан Чжанькуй, Шан Юньсян.
Ли Цзымин был добросовестным и дотошным относительно всего, что касалось Багуачжан. Он всегда следовал пониманию морали, был хорошо известен как щедрый, добрый, скромный, открытый и доброжелательный к другим. Мастер был очень терпелив, когда преподавал своим ученикам.
В 1981 году он помог создать Ассоциацию по исследованию Багуачжан в Пекине, и  был избран ее первым президентом. Он занимал этот титул до своей смерти в 1993 году.